# Ернестс Фолдатс
Ернестс Фолдатс (латис. Ernests Foldāts, ісп. Ernesto Foldats Andins; *15 березня 1925, Лієпая — †15 січня 2003, Каракас) — ботанік, відомий дослідник орхідей. Педагог і громадський діяч. Заслужений професор Венесуельського центрального університету, Інституту національного парку Венесуели і Латвійського університету. Іноземний член Латвійської академії наук. Декан факультету наук Венесуельського центрального університету і директор департаменту ботаніки. Директор біологічної школи в Венесуелі. Заслужений доктор наук Латвійського університету.

## Біографія
Народився в Лієпаї, де здобув початкову освіту. Потім вступив в Латвійський легіон. У 1948 емігрував до Америки. З 1949 по 1954 навчався в Венесуельському центральному університеті. У 1964 Фолдатс проводив дослідження в Південній Америці по орхідеям. В період перебування і роботи в Венесуелі він зібрав і систематизував вельми великий пласт інформації про орхідеї і описав близько 70 невідомих видів. У 1998 Академією наук Венесуели Фолдатс був обраний провідним біологом країни і отримав міжнародну Креольську нагороду (International Creole award).

## Головні роботи
- Foldats, Ernesto (1969-). Orchidaceae. Caracas] Edicion Especial del Instituto Botanico. http://www.worldcat.org/oclc/608047.
- Foldats, Ernesto (1969). Contríbucíón a la Orquídíoflora de Venezuela. Caracas, Empresa «El Cojo». http://www.worldcat.org/oclc/77560622.
- «Venecuēlas orhideju flora» (5 sējumos), Ernests Foldāts